# Ljekoviti oranj
Ljekoviti oranj (lat. Sisymbrium officinale, ranije Erysimum officinale) je biljka iz porodice Brassicaceae.

## Opis
S. officinale je sličan drugim vrstama iz roda Sisymbrium, ali se razlikuje po svojim visokim, uspravnim stabljikama sa sitnim cvjetovima i plodovima koji su zbijeni paralelno sa stabljikom umjesto da slobodno vise. S.officinale može narasti do visine od 80 cm. Donji listovi su široki s dva ili tri bočna režnja. Cvjetovi su oko 4 mm poprečno i žuto. Plodovi su dugi i bez dlaka kada su mladi, ali pokazuju dlake kada sazriju i dosegnu 18 mm dugačak na gronjama pritisnutim uz stabljike.
Ova je vrsta hrana za gusjenice nekih Lepidoptera, kao što je  Pieris rapae.

## Rasprostranjenost
Može se pronaći se u Irskoj, Walesu i Engleskoj te također u gorju Škotske. Nalazimo je uz puteve, pustare i kao korov oranica. Podrijetlom iz Europe i Sjeverne Afrike, sada je dobro etabliran u cijelom svijetu.

## Uporaba

### Prehrana
Ova biljka se naširoko uzgaja diljem Europe zbog jestivih listova i sjemenki. Široko se koristi kao začin u sjevernoj Europi (osobito u Danskoj, Norveškoj i Njemačkoj).
Listovi imaju gorak okus poput kupusa i koriste se ili u salatama ili kuhani kao lisnato povrće (u kultivarskim verzijama). Sjemenke su se koristile za izradu pasta od gorušice u Europi.

### Tradicionalna medicina
Grci su vjerovali da je protuotrov za sve otrove. U narodnoj medicini koristila se za ublažavanje upale grla - doista, jedan francuski naziv za nju je fra. herbe aux chantres – biljka pjevača. Ova biljka "raste uz naše ceste i na pustarama, gdje je čest korov, s neobičnom sposobnošću skupljanja i zadržavanja prašine... Francuzi su je nazvali 'Singerova biljka', smatrana je do vrijeme Luja XIV. nepogrešiv lijek za gubitak glasa. Jean Racine, pišući Nicolasu Boileauu, preporučuje mu da proba sirup...kako bi se izliječio od bezglasja." „Dobar je za sve bolesti prsnog koša i pluća, promuklost glasa... sok... u sirupu s medom ili šećerom nije ništa manje djelotvoran... za sve ostale kašalj, piskanje i otežano disanje. ...sjeme se smatra posebnim lijekom protiv otrova i otrova." Prije se koristio za promuklost, slaba pluća i za pomoć glasu. Travari koriste sok i cvjetove za bronhitis i želučane bolesti, između ostalog, i kao revitalizator. U tibetanskoj medicini koristi se za suzbijanje simptoma trovanja hranom.

## Vanjske poveznice
- Blanchan, Neltje. 2005. Wild Flowers Worth Knowing. Project Gutenberg Literary Archive Foundation

### Ostali projekti
|  | Zajednički poslužitelj ima stranicu o temi Sisymbrium officinale    |
|  | Zajednički poslužitelj ima još gradiva o temi Sisymbrium officinale |
|  | Wikivrste imaju podatke o taksonu Sisymbrium officinale             |